# 沃克鎮區 (內布拉斯加州普拉特縣)
沃克鎮區（英語：Walker Township）是位於美國內布拉斯加州普拉特縣的一個行政鎮區。

## 地方資料
沃克鎮區的面積為138.82平方千米，皆為陸地。根據2020年美國人口普查的數據，當地共有人口205人，而人口密度為每平方千米1.48人。